# Plesiodimylus
Plesiodimylus és un gènere de mamífers eulipotifles de la família dels dimílids. Se n'han trobat fòssils en estrats miocens d'Europa i la part asiàtica de Turquia. La primera molar inferior (m1) és una mica més petita o igual de grossa que la segona (m2). La primera molar superior (M1) és més grossa a la part posterior. El 2016, científics de la Universitat de València i la Universitat Autònoma de Barcelona en descobriren una nova espècie, P. ilercavonicus, a la Plana Baixa (País Valencià). Plesiodimylus és el gènere de dimílid que tenia la distribució més extensa.